# Lecoqita-(Y)
La lecoqita-(Y) és un mineral de la classe dels carbonats. Rep el nom en honor de P.E. Lecoq de Boisbaudran (1838-1912), químic francès i especialista en l'anàlisi espectroscòpic de minerals i dels compostos sintètics. Va descobrir els elements químics gal·li, samari i disprosi.

## Característiques
La lecoqita-(Y) és un carbonat de fórmula química Na₃Y(CO₃)₃·6H₂O. Va ser aprovada com a espècie vàlida per l'Associació Mineralògica Internacional l'any 2008. Cristal·litza en el sistema hexagonal.
Les mostres que van servir per a determinar l'espècie, el que es coneix com a material tipus, es troben conservades a les col·leccions del Museu Mineralògic Fersmann, de l'Acadèmia de Ciències de Rússia, a Moscou (Rússia), i al Museu Canadenc de la Natura, al Quebec (Canadà).

## Formació i jaciments
Va ser descoberta a la pedrera Poudrette, situada al mont Saint-Hilaire, dins el municipi regional de comtat de La Vallée-du-Richelieu, a Montérégie (Quebec, Canadà). També ha estat descrita a la mina Eureka, una mina actualment abandonada que es troba al poble de Castell-estaó, al Pallars Jussà (Lleida). Aquests dos indrets són els únics de tot el planeta on ha estat descrita aquesta espècie mineral.